# إبراهيم الخطاب
- إبراهيم عبد الله الخطاب إبراهيم عبد الله الخطاب هو سياسي وإداري عراقي، من مواليد عام 1974 في  إبراهيم عبد الله الخطاب سياسي وإداري عراقي، يشغل منصب قائممقام قضاء العلم في محافظة صلاح الدين. يعد من الشخصيات البارزة في المشهد المحلي، واشتهر بنشاطه الخدمي ومواقفه الإصلاحية خلال فترة عمله في المؤسسات الحكومية.  النشأة والبدايات  ولد إبراهيم الخطاب في قضاء العلم، وترعرع في بيئة ريفية ساهمت في تكوين وعيه الاجتماعي والسياسي. عُرف منذ شبابه بالانخراط في الشأن العام، والعمل التطوعي والخيري داخل منطقته.  بداية العمل السياسي (2013)  دخل الخطاب معترك السياسة المحلية في عام 2013، عندما رشح نفسه لانتخابات مجلس محافظة صلاح الدين. وقد فاز حينها بعضوية المجلس، ما أتاح له المساهمة المباشرة في مناقشة ملفات التنمية وإعادة الإعمار بعد الأزمات التي مرت بها المحافظة.  المواقف والنهج  عرف الخطاب بنهجه الرافض للفساد الإداري والمالي، حيث نُقل عنه رفضه لمغريات مالية ومناصب، مقابل الاشتراك في صفقات مشبوهة، في موقف حظي باحترام الشارع المحلي. واعتُبر مثالاً للنزاهة في بيئة سياسية مليئة بالتحديات.  قائممقام قضاء العلم (2022)  في عام 2022، تم تنصيبه قائممقام قضاء العلم، ليبدأ مرحلة جديدة من العمل التنفيذي. ركّز خلالها على النهوض بالخدمات الأساسية، وإعادة إعمار المناطق المهمشة، وخصوصاً:
  - شمال قضاء العلم، الذي كان يعاني من غياب شبه كامل للبنية التحتية.
  - منطقة الناعمة، التي شهدت تحسناً ملحوظاً في الخدمات بعد توليه المنصب.  عمل الخطاب على تنفيذ مشاريع خدمية في مجالات الطرق، الكهرباء، والمياه، بالإضافة إلى دعم المشاريع الزراعية بالتعاون مع الدوائر المختصة.  المبادرات المجتمعية والخيرية  إلى جانب دوره الإداري، أطلق الخطاب العديد من المبادرات المجتمعية، من ضمنها:
  - توزيع مساعدات غذائية ومالية على العوائل المتعففة.
  - دعم الطلبة والشباب من خلال برامج تدريبية ومحلية.
  - تنظيم حملات بيئية وتنظيف لمناطق القضاء.  الشعبية والتأثير  يحظى إبراهيم الخطاب بسمعة طيبة في الأوساط الشعبية، خصوصاً بين أهالي قضاء العلم، لما يُعرف عنه من قربه من الناس، ومتابعته الميدانية اليومية لمشاكلهم.